# Eugeniusz Kupski
Eugeniusz Kupski (ur. 27 listopada 1904 w Warszawie, zm. 29 września 1971 w Częstochowie) – polski duchowny chrześcijański, który należał do wielu Kościołów, imał się rozmaitych zawodów, informator organów Bezpieczeństwa Publicznego Polski Ludowej.

## Życiorys
Wychował się w rodzinie rzymskokatolickiej, ale jako dziecko interesował się judaizmem. Wstąpił do seminarium duchownego, po którego ukończeniu przeszedł do Kościoła Polskokatolickiego. Konwersja wiązała się z objęciem parafii w Plymouth w USA. Niedługo potem przeszedł do Niezależnego Kościoła Katolickiego w Wallington, którego został zwierzchnikiem. Kościół liczył około 300 wiernych. Bp Apolinary przekonał go do przejścia do niekanonicznego Wschodniego Kościoła Greckokatolickiego. 30 października 1930 został biskupem tego Kościoła. Sakrę biskupią otrzymał w katedrze pod wezwaniem św. Piotra i Pawła w Springfield, z rąk metropolity Konstantego Kuryłły. Wielokrotnie zmieniał miejsce swojego pobytu. W roku 1933 opuścił USA i przybył do Polski, powody nie są znane, on sam później twierdził, że został deportowany. Prowadził misje w wielu miejscowościach na Zamojszczyźnie i Wołyniu, bezskuteczne starał o przyjęcie w szeregi duchowieństwa archidiecezji lwowskiej Kościoła ormiańskokatolickiego. W 1936 roku za fałszywe zeznania i próbę oszustwa został skazany na pół roku więzienia. Wskutek apelacji został uniewinniony.
Podczas wojny był więźniem obozu koncentracyjnego Flossenbürg. Po jej zakończeniu przystąpił do Kościoła Polskokatolickiego, niedługo potem do metodystów, a następnie do mennonitów. W 1949 roku wespół z Szymonem Bilińskim i Kazimierzem Najmałowskim próbował utworzyć Polski Związek Ewangeliczny. Wszyscy trzej pracowali dla UBP. Ten Kościół miał się wyróżniać spośród innych tym, że został stworzony na wzór radziecki.
Porzucił stan duchowny, został świeckim urzędnikiem, udzielał ślubów cywilnych. Pracował w Warszawskiej Spółdzielni Spożywców, Warsztatach Remontu Sprzętu Budowlanego, Państwowych Zakładach Przemysłu Motoryzacyjnego i w kopalni węgla kamiennego w Lubaniu Śląskim. W 1961 roku został aresztowany ze względu na wyłudzanie pieniędzy (głównie od Amerykanów).
Zmarł 29 września 1971 roku. Pochowany został na Cmentarzu św. Rocha w Częstochowie.

## Przeróżne wcielenia
Wojciech Giełżyński wyliczył następujące jego zajęcia, których się imał, zaznaczając przy tym, że nie jest to pełny wykaz: ksiądz katolicki na Wołyniu, zakonnik w Rzymie, duszpasterz Polskiego Kościoła Narodowego, kaznodzieja parafii starokatolickiej w Moundsville, zwierzchnik Niezależnego Kościoła Katolickiego, biskup greckokatolicki, pastor metodystów, referent BHP, urzędnik stanu cywilnego, pracownik banku i kopalni węgla. W zależności od sytuacji, podawał się za zwierzchnika mennonitów w Polsce, żyda, Niemca, zielonoświątkowca, amerykańskiego komunistę, ofiarę komunistów, pracownika Urzędu Bezpieczeństwa Publicznego i za własną córkę, której nigdy nie miał. Usiłował nawiązać kontakt z mormonami, karaimami, baptystami, prezbiterianami, badaczami Pisma Świętego, misją czcicieli Ducha Świętego na Ceylonie, papieżem Piusem XII, arcybiskupem Makariosem III. W. Giełżyński zarzucił E. Kupskiemu, że jedynym jego bóstwem była Mamona.

## Informator organów Bezpieczeństwa Publicznego
Jako tajny współpracownik UBP miał pseudonim „Eagle”. 28 maja 1949 roku MBP przystąpiło do rozpracowania kierownictwa Zjednoczonego Kościoła Ewangelicznego pod kryptonimem „Inżynier”. Do wstępnego rozpracowania wykorzystany został „Eagle”. Odnotowano, że informator „Eagle” ma ograniczone możliwości, bo nie tkwi w środowisku. Dlatego miał służyć do czasu „nasadzenia agentury” na obiekcie.
Jego donosy, obok donosów Bilińskiego i Najmałowskiego, posłużyły jako uzasadnienie dla aresztowania 199 ewangelikalnych duchownych we wrześniu 1950 roku. Charakterystyki działaczy ewangelikalnych z roku 1949 i roku 1950 opierały się m.in. na jego doniesieniach.